# Hirse

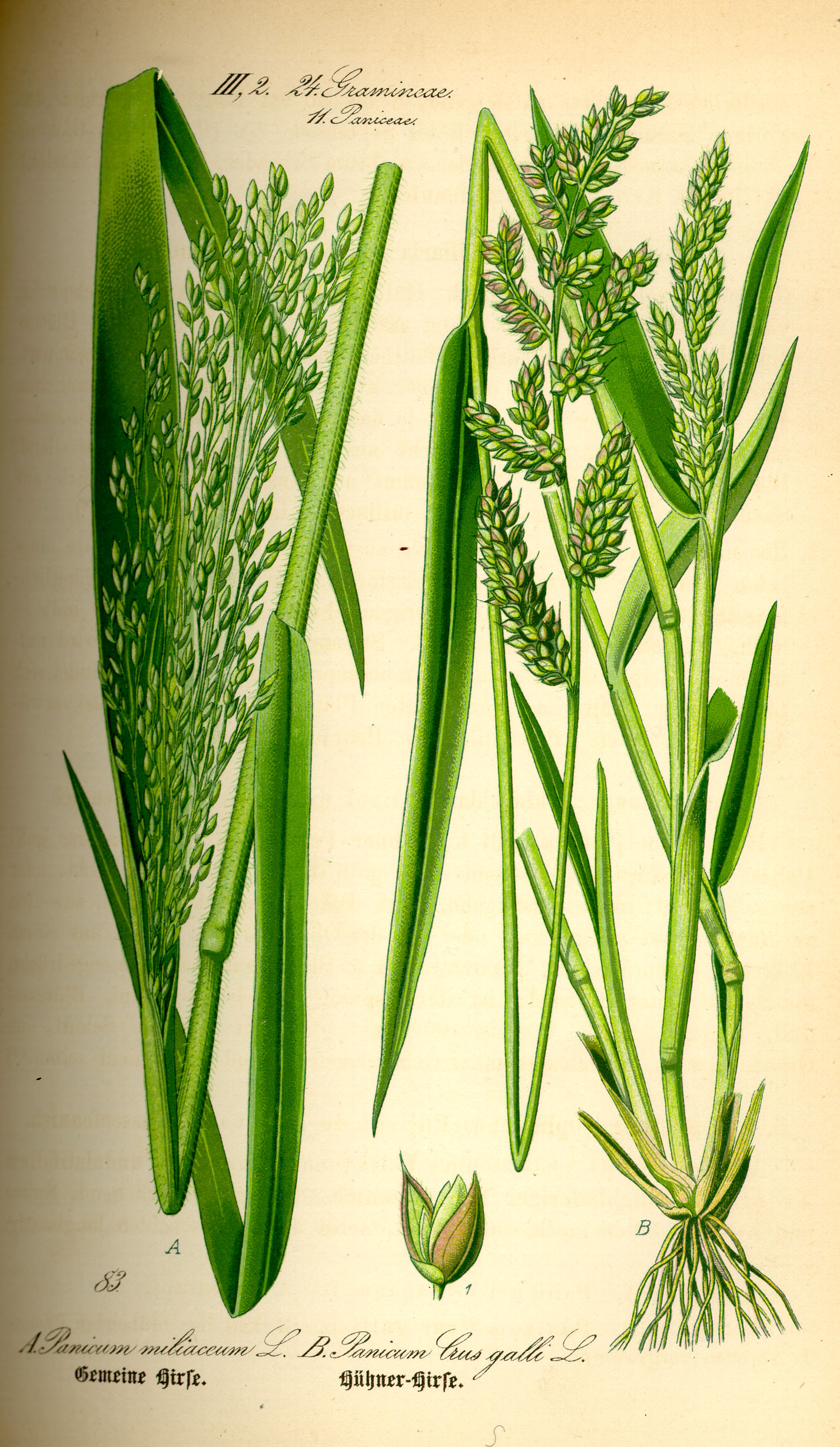
Hirsepflanzen

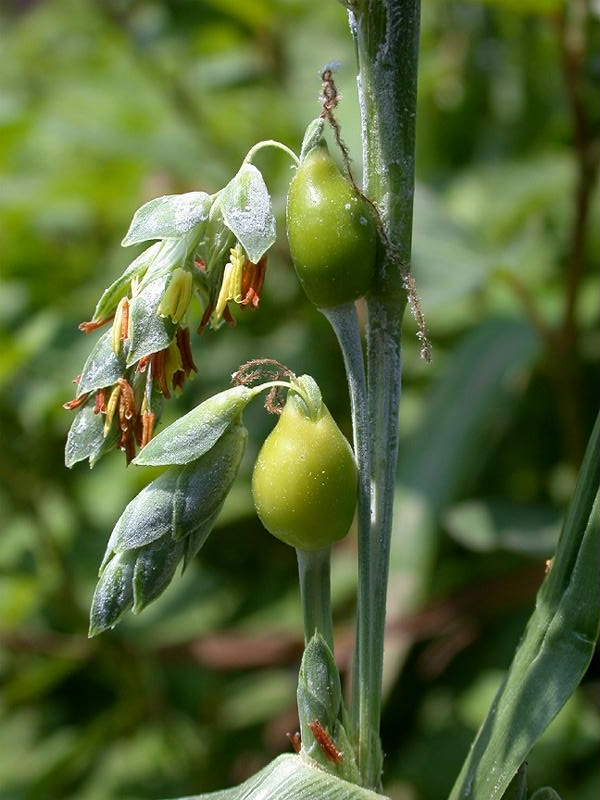
Coix lacryma-jobi (Hiobs-Träne)

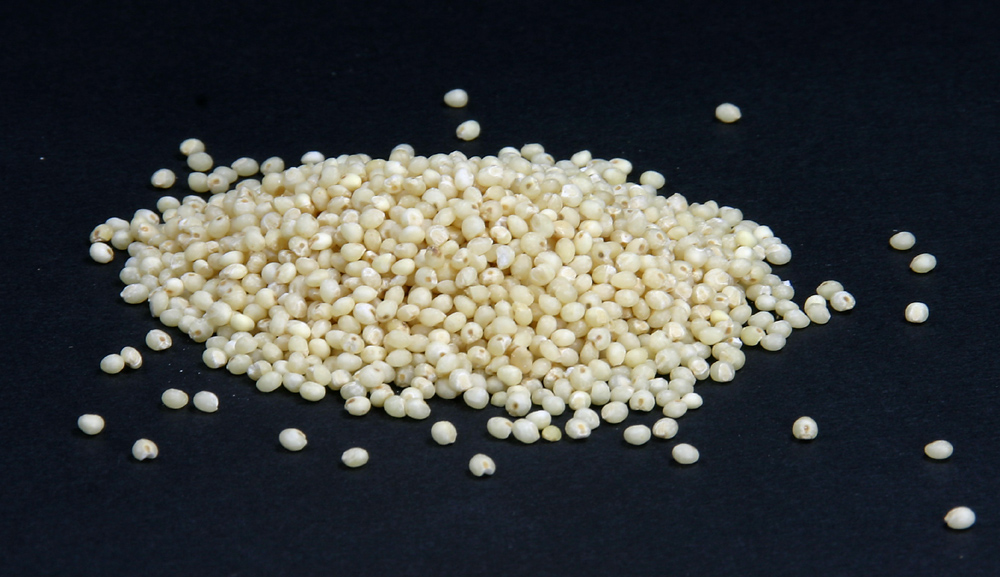
Hirsekörner

Hirse ist eine Sammelbezeichnung für kleinfrüchtiges Spelzgetreide mit 10–12 Gattungen. Sie gehören zur Familie der Süßgräser (Poaceae). Der früher auch männlich gebrauchte Name Hirse stammt aus dem Altgermanischen (ahd. hirsa neben hirsi und hirso) und ist von einem indogermanischen Wort für „Sättigung, Nährung, Nahrhaftigkeit“ abgeleitet (vgl. die römische Göttin des Ackerbaus und der Fruchtbarkeit Ceres). Hirse diente bereits vor 8000 Jahren dazu, ungesäuertes Fladenbrot herzustellen. In China wird Rispenhirse seit mindestens 4000 Jahren landwirtschaftlich genutzt. Die Rispenhirse oder Echte Hirse (Panicum miliaceum) wurde früher auch in Europa als Nahrungsmittel angebaut.
Hirsen sind, wie Mais, wärme- und lichtliebende C4-Pflanzen.
Alle Hirsearten können nach der Beschaffenheit der Körner in zwei Hauptgruppen eingeteilt werden:
1. Sorghumhirsen (Sorghum) mit deutlich größeren Körnern und damit auch höheren Hektarerträgen (14–17 dt/ha).
2. Millethirsen (Paniceae, auch Echte Hirsen oder Kleine Hirsen genannt). Zu diesen gehören die meisten Gattungen, z. B. Rispenhirse (Panicum), Kolbenhirse (Setaria), Perlhirse (Pennisetum), Fingerhirse (Eleusine) und Teff (Eragrostis). Die Körner dieser Gattungen sind recht klein, die Erträge entsprechend gering (ca. 7–9 dt/ha). Der Begriff „Millet“ wird überwiegend in der englischen und französischen Sprache verwendet. In Afrika spricht man häufig auch von Milo oder Milocorn.

## Genutzte Arten
Zu den kultivierten und genutzten Hirsen zählen folgende Arten:
Unterfamilie Panicoideae: Tribus Andropogoneae:
- Sorghum
  - Sorghumhirse, Milocorn, Milo (Sorghum bicolor (L.) Moench) einschließlich Zuckerhirse
  - Sudangras (Sorghum × drummondii (Steud.) Millsp. & Chase)
- Coix
  - Hiobsträne (Coix lacryma-jobi L.)

ebenfalls Unterfamilie Panicoideae: Tribus Paniceae:
- Panicum
  - Rispenhirse, Braunhirse (Panicum miliaceum L.)
  - Sowihirse (auch sauwi, Panicum hirticaule J. Presl, syn. Panicum sonorum Beal). Wild gesammelt und zur Subsistenzlandwirtschaft kultiviert im südwestlichen Nordamerika bis Mexiko.[6][7]
  - Kutkihirse (Panicum sumatrense Roth)
  - Rutenhirse (Panicum virgatum L.)
  - Afezu, Merkba (Panicum turgidum Forssk.), (Panicum laetum Kunth), (Panicum anabaptistum Steud.), afrikanische Wildsorten, welche auch als Getreide genutzt werden.[8]
  - Australische Hirse (Panicum decompositum R. Br.), die Wildsorte wurde früher von den Aborigines in Australien häufig genutzt.[9]
- Setaria
  - Kolbenhirse (Setaria italica (L.) P. Beauv.)
  - (Setaria sphacelata (Schumach.) Stapf & C.E.Hubb. ex Moss), (Setaria pumila (Poir.) Roem. & Schult.), (Setaria verticillata (L.) P. Beauv.), (Setaria finita Launert), (Setaria parviflora (Poir.) M. Kerguelen),[8][10][11][12] wilde und wenig kultivierte Sorten, die in Afrika und Indien als Viehfutter und in Notzeiten genutzt werden.
- Pennisetum
  - Perlhirse (Pennisetum glaucum (L.) R. Br.)
- Paspalum
  - Kodohirse (Paspalum scrobiculatum L.) ist ein sehr trockenheitsresistentes Getreide, das auch auf nährstoffarmen Böden wächst. Es wird in Indien, aber auch auf den Philippinen, in Indonesien, Vietnam, Thailand und in Westafrika angebaut.
- Echinochloa
  - Japanhirse, Sawahirse (Echinochloa frumentacea Link), wird in Ägypten, Indien, Kaschmir und Sikkim angebaut und als Nahrungsmittel verwendet. In den USA, Afrika und Kanada wird es größtenteils als Futtermittel für Vieh und als Vogelfutter genutzt.
  - Japan-Hühnerhirse, auch Japanhirse (Echinochloa esculenta (A. Braun) H. Scholz), wird in kleinem Maßstab in Japan, China und Korea sowohl als Nahrung als auch als Tierfutter angebaut, als Grünfutter auch in Australien und den USA.
  - Hühnerhirse (Echinochloa crus-galli (L.) P. Beauv.), die wilde Stammform von Echinochloa esculenta. Wurde im Neolithikum besammelt, heute gefürchtetes Unkraut im Reis (nach FAO drittwichtigste Unkrautpflanze weltweit), nicht angebaut oder kultiviert.[13]
  - Burgu, Bourgou, Banti (Echinochloa stagnina (Retz.) P. Beauv.). Früher im Nigerdelta als Wildgetreide geerntet, nicht kultiviert. Heute nur noch als Viehfutter.[8]
  - Schamahirse, Chindumba (Echinochloa colona (L.) Link), in Indien und Ostafrika, wird aber selten genutzt.[14][15] Die wilde Stammform von Echinochloa frumentacea.
  - Antilopengras (Echinochloa pyramidalis (Lam.) Hitchc. & Chase.), selten genutztes Wildgetreide in Teilen Afrikas, wird nicht kultiviert.[8]
- Digitaria[16]
  - Foniohirse, Weißer Fonio (Digitaria exilis (Kippist) Stapf), Schwarzer Fonio (Digitaria iburua Stapf), Grundnahrungsmittel in einigen Regionen Westafrikas mit armen Böden, wie Ost-Senegal, West-Burkina Faso, Süd-Mali, Süd-Niger, Nordost-Nigeria und Kamerun.
  - Raishan (Digitaria compacta) (Digitaria cruciata), nur in Nordostindien genutzt.[14][15]
  - Blutrote Fingerhirse (Digitaria sanguinalis)
- Urochloa
  - (Urochloa panicoides P. Beauv.), nur in Gujarat, Indien.[14]
  - (Urochloa mosambicensis (Hack.) Dandy), (Urochloa trichopus (Hochst.) Stapf), (Urochloa brizantha (Hochst. ex A. Rich.) R. Webster) Syn.: Brachiaria brizantha (A. Rich.) Stapf, werden als Wildgetreide in Teilen Afrikas genutzt, nicht kultiviert.[8]
- Brachiaria
  - Guinea-Hirse, Kolo (Brachiaria deflexa (Schumach.) C. E. Hubb. ex Robyns), nur lokal in Guinea.[17]
  - Braune Hirse, Anda Cora (Brachiaria ramosa (L.) Stapf), nur in Südindien kultivierte Sorte.[14][15][17]

Unterfamilie Chloridoideae: Tribus Eragrostideae:
- Eleusine
  - Fingerhirse (Eleusine coracana (L.) Gaertn.)
- Eragrostis
  - Teff (Eragrostis tef (Zucc.) Trotter)
  - Eragrostis pilosa (L.) P. Beauv. Vermutlich die wilde Stammart von Teff, gelegentlich als Wildgetreide in Ostafrika genutzt, nicht kultiviert.[8]

## Nutzung

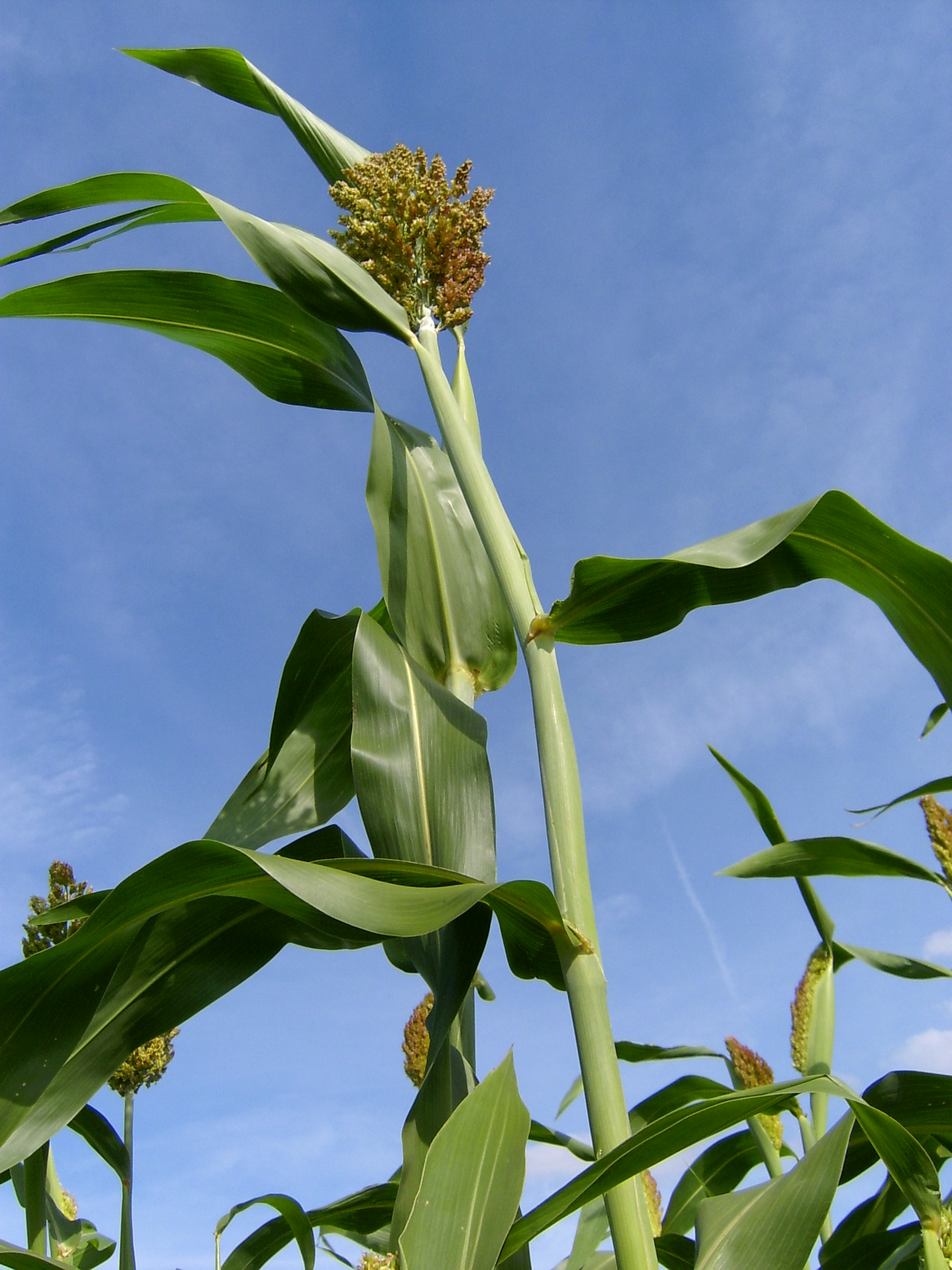
Zuckerhirse (Sorghum bicolor), im Feld.

Die wirtschaftlich wichtigsten Hirsen sind die Perlhirse, die Sorghumhirse (auch Zuckerhirse), die Fingerhirse, die Rispenhirse, die Kolbenhirse und der Teff, auch Zwerghirse genannt.

### Nahrungs- und Futtermittel
Die Hirse, die in Europa seit der Bronzezeit genutzt wird, ist ein sehr mineralstoffreiches Getreide. In Hirse sind Fluor, Schwefel, Phosphor, Magnesium, Kalium und im Vergleich zu anderen Getreiden besonders viel Silizium (Kieselsäure), Eisen und B-Vitamine enthalten.
Hirse und Sorghum können mit einem Gesamtphenolgehalt von ca. 35 bis 50 mg/100 g (Ferulasäureäquivalente in der Trockenmasse) sehr hohe Mengen an phenolischen Substanzen enthalten, denen überwiegend eine gesundheitsförderliche Wirkung zugesprochen wird.
Sie verringern den glykämischen Index und führen häufig zu einer Senkung des Blutcholesterinspiegels. Unter Umständen verringert sich bei regelmäßigem Konsum das Risiko des Auftretens von Speiseröhrenkrebs (im Vergleich zur Aufnahme von Weizen und Mais).
In Hirse sortenabhängig in unterschiedlicher Konzentration enthaltene Flavonoide (Polyphenole) und Dhurrin können allerdings, ähnlich wie Sojabohnen oder Maniok, die Aufnahme von Jod aus der Nahrung behindern und so die krankhafte Vergrößerung der Schilddrüse (Struma) fördern. Besonders eine zu einseitige Ernährung sowie Verunreinigungen von Luft und Wasser, welche eine niedrige Jodversorgung auch in Entwicklungsländern begleiten, tragen mit dazu bei.
Im Handel üblich ist die von Schalen befreite Hirse („Goldhirse“). Es gibt daneben die ungeschälte Hirse, in der die meisten an den Schalen haftenden Mineralstoffe und Spurenelemente erhalten sind, sowie die dunkelschalige Braunhirse. Möglicherweise ist jedoch der Blausäuregehalt besonders bei roher Hirse nicht ganz unbedenklich. Hirse kann zur Herstellung glutenfreier Backwaren verwendet werden. In vielen Gebieten Afrikas und Asiens sind die unterschiedlichen Hirsearten Hauptnahrungsmittel, werden allerdings zunehmend durch Mais verdrängt. Kolbenhirse dient als Nahrung und in Osteuropa als Viehfutter, in Europa und Nordamerika zudem als Vogelfutter für die Ziervogelhaltung.
Hirse ist darüber hinaus die Grundlage einiger traditioneller Biere, zum Beispiel Dolo in Westafrika, Pombe in Ostafrika und Merisa im Sudan. In Äthiopien und Eritrea ist die Hirseart Teff (Eragrostis tef) die wichtigste Nahrungspflanze der Menschen. Industriell wird Hirse von einigen spezialisierten Brauereien zur Herstellung von glutenfreiem Bier für Menschen mit Zöliakie oder anderen Formen der Glutenunverträglichkeit genutzt. In China werden aus Hirse eine Reihe von Spirituosen gebrannt, die Baijiu genannt werden; der bekannteste chinesische Hirseschnaps ist Maotai.

### Industrielle Nutzung
Für die industrielle Nutzung ist vor allem die Sorghumhirse von Interesse. Neben den Samen wird bei ihr auch der Halm zur Herstellung von Naturfasern genutzt (Faserhirse).
In den USA werden große Hoffnungen in die Rutenhirse als Lieferant von Cellulose-Ethanol gesetzt. Die Sorghumhirse gilt aufgrund der großen und kohlenhydratreichen Biomasse als aussichtsreiche Energiepflanze zur Biogaserzeugung, vor allem in trockenen Lagen.

### Nutzungsgeschichte
Die beiden ältesten Funde von Rispenhirse in Deutschland (Nähe Leipzig und Kreis Hadersleben) stammen aus der Zeit der Linienbandkeramik (Altneolithikum 5500–4900 v. Chr.). Doch hat die Hirse sich zunächst nicht durchsetzen können. Erst in der Bronzezeit begann ihr Siegeszug durch Europa, wie Forschende der Universität Kiel (Sonderforschungsbereich 1266) rund um die Archäobotanikerin Wiebke Kirleis gezeigt haben. Mittels zahlreicher 14C-Datierungen und Literaturstudien haben sie den Verbreitungsweg durch Europa nachzeichnen können, der im 17. Jahrhundert v. Chr.  nördlich des Schwarzen Meeres (Vinogradnyi Sad) begann. Ab 1500 v. Chr. ist Hirse in Norditalien nachgewiesen, ab 1450 v. Chr. in Mittel- und Westdeutschland und ab 1200 v. Chr. in Norddeutschland.
Im Altertum und Mittelalter zählten die unterschiedlichen Hirsearten zum meistangebauten Getreide. Durch Ausgrabungen in Mittel- und Norddeutschland ist ebenso der Hirseanbau in der vorrömischen Eisenzeit (Hallstatt- und Latènezeit) sowie der römischen Zeit (1.–3. Jahrhundert n. Chr.) belegt. In der frühen Neuzeit wurden sie in Europa durch die Einfuhr und folgenden Anbau von Kartoffeln und Mais fast völlig verdrängt. Hinweise auf Hirseanbau und -verarbeitung finden sich allerdings noch aus der Zeit nach dem Dreißigjährigen Krieg. Im Himalayagebiet wird aus verschiedenen Sorten ein schwachalkoholisches Bier gebraut. Auf dem Balkan, in der Türkei und in Zentralasien trinkt man ein schwachalkoholisches Getränk namens Boza, welches (ursprünglich) auf Hirsemalz basiert. Gästen des Hunnenkönigs Attila wurde ausschließlich Hirse gereicht. Um die Gesundheit und Kraft zu stärken, empfahl der griechische Philosoph Pythagoras die Hirse.
Hirsen spielen in Mitteleuropa für die Ernährung des Menschen keine große Rolle mehr, obwohl sie bis in die Mitte des 19. Jahrhunderts weit verbreitet waren. Da sie auch auf trockeneren und nährstoffärmeren Boden wuchsen, galten sie als „Hungergetreide“.

## Durchschnittliche Zusammensetzung
Die Zusammensetzung von Hirse schwankt naturgemäß, sowohl in Abhängigkeit von den Umweltbedingungen (Boden, Klima) als auch von der Anbautechnik (Düngung, Pflanzenschutz).
Angaben je 100 g essbarem Anteil der Rispenhirse, Panicum miliaceum:
| Bestandteile  |        |
| ------------- | ------ |
| Wasser        | 12,1 g |
| Eiweiß        | 9,8 g  |
| Fett          | 3,9 g  |
| Kohlenhydrate | 68,8 g |
| Ballaststoffe | 3,8 g  |

| Mineralstoffe |        |
| ------------- | ------ |
| Natrium       | 3 mg   |
| Kalium        | 215 mg |
| Magnesium     | 170 mg |
| Calcium       | 20 mg  |
| Eisen         | 9 mg   |

| Vitamine             |        |
| -------------------- | ------ |
| Thiamin (Vit. B1)    | 260 µg |
| Riboflavin (Vit. B2) | 140 µg |
| Vitamin B6           | 750 µg |
| Nicotinsäure         | 1,8 mg |

Der physiologische Brennwert beträgt 1484 kJ (355 kcal) je 100 g essbarem Anteil.

## Wirtschaftliche Bedeutung

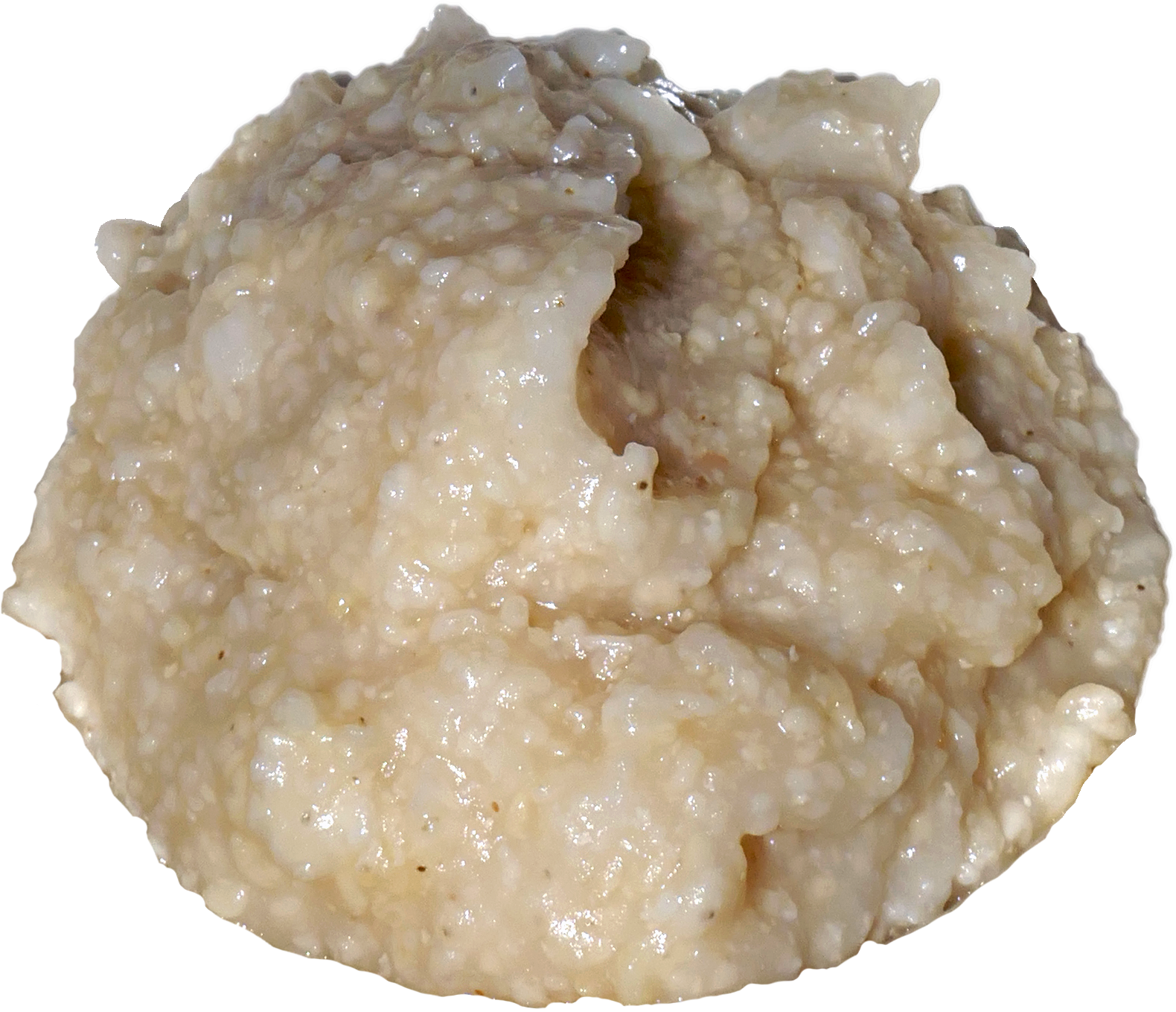
Hirsebrei

Weltweit wurden im Jahr 2020 laut FAO insgesamt etwa 89,2 Mio. t Hirse produziert. Davon entfielen 58,7 Mio. t auf Sorghumhirsen und 30,5 Mio. t auf Millethirsen. Der Hektarertrag ist mit durchschnittlich 12,0 dt/ha (Sorghum: 14,6 dt/ha, Millet: 9,5 dt/ha) von allen Getreidearten der geringste. Dies ist einer der Gründe, weshalb der wesentlich ertragreichere Mais in den traditionellen Hirseanbaugebieten immer populärer wird. Allerdings hat Hirse gegenüber Mais den großen Vorteil, dass die Ernte selbst bei sehr schlechtem Wetter fast nie komplett ausfällt.
Die produzierte Hirse wurde hauptsächlich zu Breinahrung, Süßspeisen und Futtermittel verarbeitet.

### Die größten Hirseproduzenten
Im Jahr 2022 wurden laut der Ernährungs- und Landwirtschaftsorganisation FAO weltweit insgesamt etwa 70 Mio. t Hirse  geerntet.
Folgende Tabellen geben eine Übersicht über die 10 jeweils größten Produzenten von Sorghum- und Millethirsen weltweit.
| Sorghumhirsen       | Tonnen     |
| ------------------- | ---------- |
| Nigeria             | 6.806.370  |
| Sudan               | 5.248.000  |
| Vereinigte Staaten  | 4.769.960  |
| Mexiko              | 4.754.169  |
| Äthiopien           | 4.200.000  |
| Indien              | 4.150.570  |
| Volksrepublik China | 3.180.000  |
| Brasilien           | 2.923.318  |
| Argentinien         | 2.883.301  |
| Australien          | 2.648.069  |
| Summe Top Ten       | 41.563.757 |

| Millethirsen        | Tonnen     |
| ------------------- | ---------- |
| Indien              | 11.849.190 |
| Niger               | 3.656.958  |
| Volksrepublik China | 2.700.000  |
| Nigeria             | 1.941.220  |
| Mali                | 1.844.664  |
| Sudan               | 1.675.000  |
| Äthiopien           | 1.150.000  |
| Senegal             | 1.097.033  |
| Burkina Faso        | 907.745    |
| Tschad              | 694.196    |
| Summe Top Ten       | 27.516.006 |

### Handel
Im Jahr 2021 wurden weltweit etwa 10,9 Millionen Tonnen Sorghum exportiert. Die größten Exporteure waren die USA (6,6 Mio. t), Argentinien (2,11 Mio. t) und Australien (1,59 Mio. t).

## Internationales Jahr der Hirse
Um auf die Bedeutung der Hirse im Kampf gegen den Hunger in Afrika und Asien, die Schwierigkeiten des Anbaus in Zeiten des Klimawandels und um die globale und lokale Vermarktung zu fördern rief die Generalversammlung der Vereinten Nationen im März 2021 das Jahr 2023 als Internationales Jahr der Hirse aus.